# Fin d'automne
Pour plus de détails, voir Fiche technique et Distribution.
Fin d'automne (秋日和, Akibiyori) est un film du réalisateur japonais Yasujirō Ozu, réalisé en 1960.

## Synopsis
Trois hommes d'âge mûr, Mamiya (Shin Saburi), Taguchi (Nobuo Nakamura) et Hirayama (Ryūji Kita), sont réunis pour une cérémonie en mémoire de Miwa, leur ami commun du temps de leurs études, qui est décédé depuis six ans. Sa veuve Akiko (Setsuko Hara) et sa fille de 24 ans, Ayako (Yōko Tsukasa), sont également présentes. Ayako étant en âge de se marier, Taguchi propose de lui faire rencontrer un jeune homme de sa connaissance. Restés seuls, les trois amis s'accordent sur la beauté des deux femmes, Mamiya et Taguchi donnant leur préférence à la mère.
Taguchi apprend que le jeune homme auquel il pensait est déjà marié et doit donc annuler la rencontre avec Ayako. Mamiya propose alors d'organiser un rendez-vous avec Goto, qui travaille dans la société où lui-même occupe un poste de direction. Ayako refuse car elle ne veut pas se marier pour l'instant, mais elle croise par hasard Goto un jour où elle vient voir Mamiya pour lui remettre en cadeau une pipe que sa mère lui avait proposée. Un ami de Goto qui travaille dans la même société qu'Ayako lui propose alors d'organiser une rencontre ; Ayako finit ainsi par tomber amoureuse de Goto, mais elle refuse toujours de se marier. Sa vraie raison est qu'elle craint de laisser sa mère toute seule alors qu'elle est très proche d'elle.
Comprenant cette difficulté, les trois amis décident de marier également la mère. Taguchi et Mamiya, qui sont mariés, proposent à Hirayama, veuf, d'être le prétendant. Hirayama, qui était le seul des trois à ne pas être secrètement amoureux d'Akiko, change d'avis et accepte. Taguchi parle à Akiko sans mentionner le nom d'Hirayama, mais celle-ci refuse d'envisager un remariage. Mamiya, qui ne renonce pas à ce projet, évoque avec Ayako un éventuel remariage d'Akiko avec Hirayama, afin de la persuader qu'elle peut se marier elle-même sans rendre sa mère malheureuse. Ayako, qui croit que sa mère a déjà donné son accord, est choquée qu'elle ait ainsi oublié son père et se brouille avec elle.
Yuriko, jeune collègue et amie d'Ayako, décide alors de prendre les choses en main. Elle va voir les trois amis, leur reproche leur maladresse avec Ayako et déclare qu'elle va essayer de convaincre Akiko d'épouser Hirayama. Akiko accepte alors et, après s'être réconciliée avec sa fille, obtient que celle-ci accepte de se marier. Mère et fille vont faire un dernier voyage ensemble à la montagne et Akiko avoue alors qu'elle n'a en réalité aucune intention de se remarier, car la pensée de son mari lui suffit. Sa fille épouse donc Goto et entame une nouvelle vie, séparée de sa mère que Yuriko promet de venir voir régulièrement.

## Fiche technique
- Titre français : Fin d'automne
- Titre original : 秋日和 (Akibiyori?)
- Réalisation : Yasujirō Ozu
- Scénario : Ton Satomi (roman), Kōgo Noda et Yasujirō Ozu
- Musique : Takanobu Saitō
- Photographie : Yuharu Atsuta
- Montage : Yoshiyasu Hamamura
- Pays de production :  Japon
- Langue originale : japonais
- Format : couleur — 1,37:1 — 35 mm — son mono
- Genre : drame
- Durée : 128 minutes
- Date de sortie : 
  - Japon : 13 novembre 1960[1]
  - France : 28 novembre 1979

## Distribution
- Setsuko Hara : Akiko Miwa
- Yōko Tsukasa : Ayako Miwa, fille d'Akiko
- Shin Saburi : Soichi Mamiya, ami du défunt mari d'Akiko
- Nobuo Nakamura : Shuzo Taguchi, ami du défunt mari d'Akiko
- Ryūji Kita (en) : Seiichiro Hirayama, ami du défunt mari d'Akiko
- Chishū Ryū : Shukichi Miwa, frère du défunt mari d'Akiko
- Mariko Okada : Yuriko Sasaki, amie d'Ayako
- Keiji Sada : Shotaru Goto, employé de Soichi
- Fumio Watanabe : Tsuneo Sugiyama, collègue d'Ayako et ami de Shotaru
- Ayako Senno : Shigeko Takamatsu, collègue et amie d'Ayako
- Sadako Sawamura : Fumiko Mamiya, la femme de Soichi
- Miyuki Kuwano : Michiko Mamiya, la fille de Soichi
- Masahiko Shimazu : Tadao Mamiya, le fils de Soichi
- Kuniko Miyake : Nobuko Taguchi, la femme de Shuzo
- Yuriko Tashiro : Yoko Taguchi, la fille de Shuzo
- Shin'ichirō Mikami : Koichi Hirayama, le fils de Seiichiro
- Hoichi Takeda : Yoshitaro Sasaki, père de Yuriko et propriétaire du restaurant de sushi
- Mutsuko Sakura : Hisa Sasaki, belle-mère de Yuriko
- Tsūsai Sugawara (en) : un client du restaurant de sushi